# Tron: Legacy Reconfigured
Tron: Legacy Reconfigured (stiliserat på albumomslaget som: Tron: Legacy R3C0NF1GUR3D) är ett remixalbum av Daft Punk utgivet 2011. Albumet innehåller remixade versioner av låtar från det tidigare albumet Tron: Legacy.

## Låtlista
1. "Derezzed" (Remix av The Glitch Mob) - 4:22
2. "Fall" (Remix av M83 vs. Big Black Delta) - 3:55
3. "The Grid" (Remix av The Crystal Method) - 4:28
4. "Adagio For Tron" (Remix av Teddybears) - 5:34
5. "The Son Of Flynn" (Remix av Moby) - 4:52
6. "C.L.U." (Remix av Paul Oakenfold) - 4:35
7. "The Son Of Flynn" (Remix av Moby) - 6:32
8. "End Of Line" (Remix av Boys Noize) - 5:40
9. "Rinzler" (Remix av Kaskade) - 6:52
10. "Encom Part 2" (Remix av Com Truise) - 4:52
11. "End Of Line" (Remix av Photek) - 5:19
12. "Arena" (Remix av The Japanese Popstars) - 6:08
13. "Derezzed" (Remix av Avicii) - 5:04
14. "Solar Sailer" (Remix av Pretty Lights) - 4:33
15. "Tron: Legacy (End Titles)" (Remix av Sander Kleinenberg) - 5:04